# Philipp August von Degenfeld
Freiherr Philipp August von Degenfeld (* 30. August 1687; † 27. Juli 1750 in Kassel) war Kammerherr, Generalleutnant in der Hessen-kasselschen Armee und Gesandter beim schwedischen König.

## Leben
Philipp August wurde als Sohn des Grafen Maximilian von Degenfeld und dessen Gemahlin Margarethe Helene geb. von Canstein (1665–1746) geboren und wuchs auf mit seinen Geschwistern Christoph Martin (1689–1762), Sophie Louise (1690–1763, ⚭ Carl von Venningen) und Marianne Louise Amalie (1692–1758, ⚭ 1716 Adolf Ferdinand von Schönberg).
Ee trat wie sein Vater in die Dienste der Kurpfalz, wo später auch sein jüngerer Bruder Christoph Martin seine militärische Karriere begann. Dort wurde Philipp August zunächst Kammerherr, schlug dann eine militärische Laufbahn ein und kam in die Funktion des Befehlshabers einer Kavallerie-Einheit der Armee Hessen-Kassels. Er erhielt den Rang eines Generalleutnants und wurde General-Kriegskommissar. Damit gehörte er dem General-Kriegs-Departement an, dem die Gesamtleitung der Armee oblag.
Er war Gesandter beim schwedischen König Friedrich, der zugleich Landgraf von Hessen-Kassel war.
Philipp August wurde unter großer Anteilnahme beigesetzt.